# Терме (Месина)
Терме је насеље у Италији у округу Месина, региону Сицилија.
Према процени из 2011. у насељу је живело 5002 становника. Насеље се налази на надморској висини од 12 м.